# Sahwat Balata
Sahwat Balata (arab. سهوة بلاطة) – miejscowość w Syrii, w muhafazie As-Suwajda. W 2004 roku liczyła 2647 mieszkańców.